# انفجار مستودع الأسلحة السوري في يوليو 2007
كان انفجار مستودع الأسلحة السوري في يوليو 2007 قد وقع في يوليو 2007 في قاعدة صواريخ سورية سرية عالية. وقالت الحكومة السورية إن الانفجار ناتج عن تفجير عرضي لمستودع للذخيرة لكن تقارير في وقت لاحق تشير إلى أنها كانت نتيجة تجربة لأسلحة كيميائية سورية.

## النسخة الرسمية
ووقع الانفجار في مدينة المسلمية الواقعة في شمال سوريا قرب حلب في 26 يوليو 2007. وقال مسؤولون إن درجات حرارة الصيف المرتفعة التي تصل إلى 50 درجة مئوية هي التي تسببت في انفجار مواد متفجرة في قاعدة للصواريخ العسكرية مما تسبب في انفجار مستودع الذخيرة. وأفيد بمقتل خمسة عشر من الأفراد النوويين السوريين، (وكذلك تقارير عن 10 مهندسين إيرانيين)، و 50 جريحا. وقالت سوريا ان الانفجار «لم يكن نتيجة تخريب».

## التشكك
نشرت مجلة الدفاع الأسبوعية مقالا في سبتمبر 2007 أوضحت فيه معلومات غير دقيقة مزعومة في الرواية السورية. وكتبوا أن الانفجار وقع في الساعة 4:30 صباحا، وهو أبرد وقت في اليوم، عندما لم تكن درجات الحرارة قد وصلت إلى 50 درجة مئوية. وأفادت التقارير أيضا بأن الموقع هو مجمع أسلحة سري يحتوي على صومعة تحت الأرض بصاروخ سكود من طراز سكود-دي سلمته إيران وكوريا الشمالية إلى سوريا.
وبدلا من ارتفاع درجات الحرارة، وقع الانفجار عندما شب حريق في الوقود في معمل عندما حاول مهندسون سوريون وإيرانيون تحميل رأس حربية من غاز الخردل على صاروخ من طراز سكود-دي. ووفقا لتقرير جين فان 15 من الفنيين النوويين السوريين و «العشرات» من المهندسين الإيرانيين لقوا مصرعهم في الانفجار. كما ارسل الانفجار سحابة كيماوية من غاز الخردل بالإضافة إلى غاز السارين وغاز الاعصاب في اكس عبر المنشأة. وقتل ثلاثة من مهندسي الصواريخ الكورية الشمالية على الأقل في الانفجار أيضا.
ومن المعتقد ان سوريا لديها برنامج فعال للأسلحة الكيميائية فضلا عن عدة مئات من صواريخ سكود.
وتزامنت هذه التقارير مع تكهنات بشأن الضربة الجوية التي شنتها إسرائيل على سوريا في وقت سابق من سبتمبر 2007، والتي أفيد بأنها استهدفت منشأة نووية.